# Caussòus
Caussóus (en francès Caussols) és un municipi francès situat al departament dels Alps Marítims i a la regió de Provença – Alps – Costa Blava.

## Demografia
| 1962                                       | 1968 | 1975 | 1982 | 1990 | 1999 | 2006 |
| ------------------------------------------ | ---- | ---- | ---- | ---- | ---- | ---- |
| 43                                         | 60   | 61   | 99   | 117  | 150  | 219  |
| Des de 1962: població sense dobles comptes |      |      |      |      |      |      |

## Administració
| Període   | Identitat             | Partit |
| --------- | --------------------- | ------ |
| 1959-1981 | Maurice Deregnaucourt |        |
| 1981-1995 | Jean Pomero           |        |
| 1995-2001 | Henri Cadet           |        |
| 2001-2008 | Philippe Prins        |        |
| 2008-     | Juliette Giovannini   |        |